# Általánosított lineáris modell
Az általánosított lineáris modell (angolul generalized linear model) a lineáris regresszió általánosítása olyan függő változókra, amelyek az exponenciális eloszláscsaládból származó eloszlással rendelkeznek. További fontos általánosítása, hogy a függő változó várható értékét egy ún. kapcsolati függvény segítségével kapcsolja a lineáris modellhez. Fontos hangsúlyozni, hogy az általánosított lineáris modellek nem tévesztendők össze az általános lineáris modellekkel (angolul general linear model). Elmondható ugyanakkor, hogy előbbiek jelentős része az utóbbiaknak is részét képezi. Erre jelent példát a fent említett lineáris regresszió is, amely az általánosított lineáris modellek olyan speciális esetének tekinthető, amely normális eloszlású függő változót feltételez, míg kapcsolati függvénye az azonosság.
Az általánosított lineáris modellek osztályát 1972-ben John Nelder és Robert Wedderburn vezette be, noha az ezen osztályba tartozó statisztikai modellek közül több már korábban jól kidolgozott volt. Az általánosított lineáris modellek három komponensből tevődnek össze: kapcsolati függvényből, szisztematikus, valamint véletlen komponensből.

## A modell komponensei

### Véletlen komponens
A véletlen komponens egy {\displaystyle Y} függő változót határoz meg, {\displaystyle N} független megfigyeléssel ({\displaystyle y_{1},\ldots ,y_{N}}), az exponenciális eloszláscsaládból származó eloszlással, vagyis a sűrűségfüggvény, illetve diszkrét eloszlás esetében a valószínűségi tömegfüggvény felírható az alábbi formában:
{\displaystyle f(y_{i};\theta _{i},\phi )=\exp \left\{[y_{i}\theta _{i}-b(\theta _{i})]/a(\phi )+c(y_{i},\phi )\right\}.}
Az {\displaystyle a,b,c} ismert függvények, {\displaystyle \theta _{i}} az ún. természetes paraméter, {\displaystyle \phi } az ún. diszperziós paraméter. A természetes paraméter értéke különböző lehet a magyarázó változók értékeitől függően. Amennyiben a diszperziós paraméter ismert, akkor a valószínűségi tömegfüggvény, illetve a sűrűségfüggvény az alábbi egyszerűbb formában is felírható:
{\displaystyle f(y_{i};\theta _{i})=a(\theta _{i})b(y_{i})\exp {[y_{i}Q(\theta _{i})]}.}

### Szisztematikus komponens
A szisztematikus komponens meghatározza az ún. lineáris prediktorban használt magyarázó változókat. A lineáris prediktor a magyarázó változók lineáris kombinációja. Jelölje {\displaystyle x_{ij}} a {\displaystyle j.} magyarázó változó értékét az {\displaystyle i.} megfigyelés esetében, {\displaystyle \beta _{j}} ismeretlen paraméterek, a lineáris prediktor ekkor a következő:
{\displaystyle \eta _{i}=\sum _{j}\beta _{j}x_{ij},\qquad i=1,\ldots ,N.}

### Kapcsolati függvény
A kapcsolati függvény összekapcsolja a szisztematikus és a véletlen komponenst. Legyen {\displaystyle \mu _{i}=E(Y_{i})} és {\displaystyle g} egy monoton és differenciálható kapcsolati függvény, ekkor {\displaystyle \eta _{i}=g(\mu _{i})}, vagyis a kapcsolati függvény összekapcsolja a lineáris prediktort a függő változó várható értékével az alábbi módon:
{\displaystyle g(\mu _{i})=\sum _{j}\beta _{j}x_{ij},\qquad i=1,\ldots ,N.}
A statisztikai modellek jelentős részében a kapcsolati függvény az azonosság, vagyis: {\displaystyle g(\mu )=\mu }. Az általánosított lineáris modellekben szintén igen gyakran használják az ún. kanonikus linket. A kanonikus link az a kapcsolati függvény, amely a várható értéket a természetes paraméterré transzformálja. Például a binomiális eloszlás esetében a kanonikus link a logit, míg a Poisson-eloszlás esetében a természetes logaritmus, ezért a binomiális logisztikus regresszió kapcsolati függvénye a logit, a Poisson-regresszió kapcsolati függvénye pedig a természetes logaritmus.

## Modelltípusok
A különféle statisztikai modellekben használt eloszlások igen jelentős hányada az exponenciális eloszláscsaládba tartozik. Ilyen például a normális, a binomiális, a multinomiális és a negatív binomiális eloszlás, illetve a Poisson-eloszlás is. Ezzel szorosan összefügg, hogy a már említett lineáris regresszió mellett, többek között, a binomiális és a multinomiális logisztikus regresszió, a negatív binomiális regresszió, illetve a Poisson-regresszió is az általánosított lineáris modellek közé sorolható.
Az alábbi táblázat bemutatja az általánosított lineáris modellek közé tartozó főbb modelltípusokat:
| Véletlen komponens  | Kapcsolati függvény | Szisztematikus komponens        | Modelltípus            |
| ------------------- | ------------------- | ------------------------------- | ---------------------- |
| Normális eloszlás   | Azonosság           | Folytonos                       | Lineáris regresszió    |
| Normális eloszlás   | Azonosság           | Kategoriális                    | Varianciaanalízis      |
| Normális eloszlás   | Azonosság           | Vegyes (folytonos/kategoriális) | Kovarianciaanalízis    |
| Binomiális eloszlás | Logit               | Vegyes (folytonos/kategoriális) | Logisztikus regresszió |
| Poisson-eloszlás    | Logaritmus          | Vegyes (folytonos/kategoriális) | Poisson-regresszió     |

Különösen az ökonometriában betöltött szerepük folytán érdemes megemlíteni, hogy a lineáris valószínűségi modell, illetve a probit modell szintén az általánosított lineáris modellek közé tartozik.

## Paraméterbecslés
Az ismeretlen paraméterek becslésére általában a maximum likelihood módszert, a különféle Bayes paraméterbecsléseket vagy a kvázi likelihood módszert alkalmazzák. A maximum likelihood paraméterbecslés során alkalmazott iteratív eljárás pedig igen gyakran a Newton–Raphson módszer vagy a Fisher-scoring módszer. A kvázi likelihood módszer alkalmazását indokolhatja, hogy ez az egyik lehetséges kezelési módja az esetlegesen fellépő túlszórásnak, ami a minta heterogenitására, vagyis lényeges magyarázó változónak a modellből való kimaradására utalhat.

## Alkalmazási területek
Az általánosított lineáris modellek alkalmazási területe rendkívül széles, mivel mind a társadalomtudományokban, mind a természettudományokban igen elterjedt statisztikai módszereket ölelnek fel. A tudományos kutatáson kívül, igen fontos gyakorlati alkalmazásuk történik az egészségügyben, a különféle ökonometriai modellekben, az egyéb gazdasági (pl. biztosítási) és demográfiai számításokban. Ennek megfelelően, az ökonometriai és a statisztikai szoftverek az általánosított lineáris modellek számos formáját képesek kezelni.

## Általánosítás
Léteznek az általánosított lineáris modellt is általánosító modellek. Erre jelent példát a véletlen hatású modelleket is magába foglaló általánosított lineáris vegyes modell (generalized linear mixed model), valamint az általánosított additív modell (generalized additive model). Utóbbi az általánosított lineáris modellt az alábbi módon általánosítja tovább:
{\displaystyle g(\mu _{i})=\sum _{j}s_{j}(x_{ij}).}
Az általánosított lineáris modell tehát az általánosított additív modell olyan speciális esete, amelynél minden {\displaystyle s_{j}} lineáris függvény.